# 抹茶村
抹茶村为中华人民共和国安徽省六安市裕安区独山镇的一个乡村振兴示范项目，独山镇是六安瓜片的原产地。

## 介绍
2020年5月1日，该景区轨道小火车举行优惠活动。5月10日，该小火车升级。5月31日，六安市委书记孙云飞调研抹茶镇。8月20日，吉林扶贫办奔赴抹茶小镇调研。